# Saxifraga kwangsiensis
Saxifraga kwangsiensis är en stenbräckeväxtart som beskrevs av Woon Young Chun, Amp; How, C. Z. Gao och G. Z. Li. Saxifraga kwangsiensis ingår i Bräckesläktet som ingår i familjen stenbräckeväxter. Inga underarter finns listade i Catalogue of Life.